# Saint-Auban
Pour les articles homonymes, voir Saint-Auban (homonymie).
Saint-Auban est une commune française située dans le département des Alpes-Maritimes, en région Provence-Alpes-Côte d'Azur.
Ses habitants sont appelés les saint-aubanais ou aubanais.

## Géographie

### Localisation
Le chef-lieu de Saint-Auban est situé à 29 kilomètres de Castellane, 60 kilomètres de Grasse et 31 kilomètres de Puget-Théniers.

### Géologie et relief
Commune située dans le parc naturel régional des Préalpes d'Azur, et limitrophe du parc naturel régional du Verdon.
La forêt domaniale représente 1 691 hectares, se situant principalement dans les massifs du Pensier et de Bleine.

### Sismicité
Commune située dans une zone de sismicité moyenne.

### Hydrographie et eaux souterraines
Cours d'eau sur la commune ou à son aval :
- rivière l'Estéron, la Gironde,
- ruisseaux de la Faye, du col des lattes, des lones,
- torrent de la sagne,
- vallons du riou, de la baume, de l'abey,

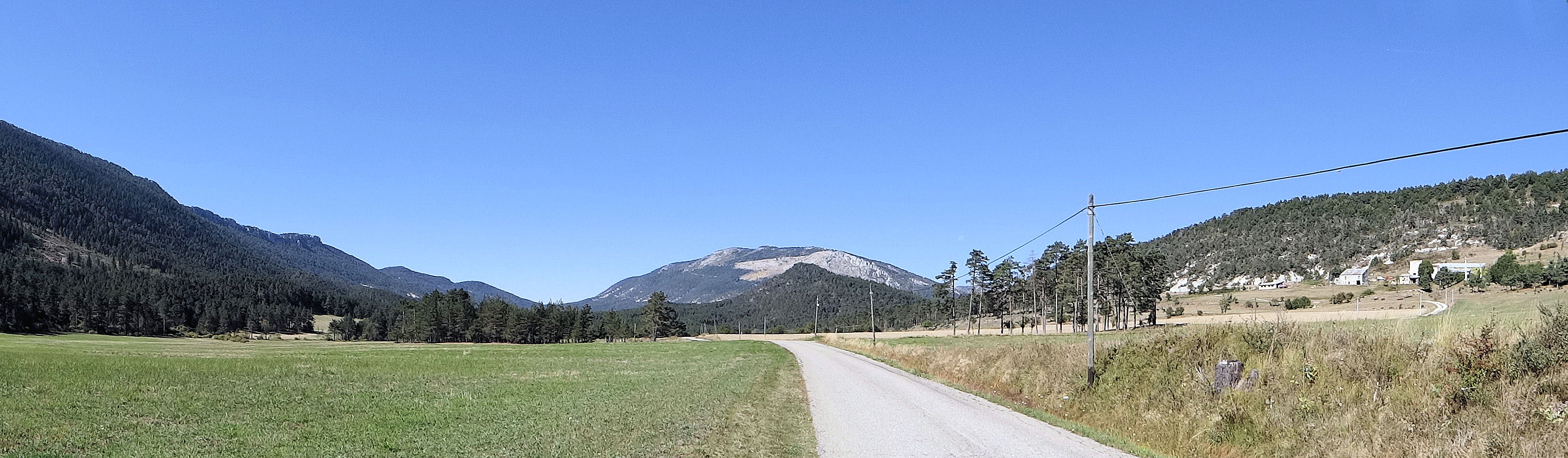
Le paysage entre Le Mas et Saint-Auban de part et d'autre de la CD5.

- ravin de verraillon.

### Climat
Pour des articles plus généraux, voir Climat de Provence-Alpes-Côte d'Azur et Climat des Alpes-Maritimes.
En 2010, le climat de la commune est de type climat méditerranéen altéré, selon une étude du Centre national de la recherche scientifique s'appuyant sur une série de données couvrant la période 1971-2000. En 2020, Météo-France publie une typologie des climats de la France métropolitaine dans laquelle la commune est dans une zone de transition entre le climat de montagne et le climat méditerranéen et est dans la région climatique  Var, Alpes-Maritimes, caractérisée par une pluviométrie abondante en automne et en hiver (250 à 300 mm en automne), un très bon ensoleillement en été (fraction d’insolation > 75 %), un hiver doux (8 °C) et peu de brouillards. 
Pour la période 1971-2000, la température annuelle moyenne est de 9,9 °C, avec une amplitude thermique annuelle de 15,5 °C. Le cumul annuel moyen de précipitations est de 994 mm, avec 5,6 jours de précipitations en janvier et 5,1 jours en juillet. Pour la période 1991-2020, la température moyenne annuelle observée sur la station météorologique de Météo-France la plus proche, « Le Mas », sur la commune du Mas à 11 km à vol d'oiseau, est de 9,1 °C et le cumul annuel moyen de précipitations est de 1 236,8 mm. 
La température maximale relevée sur cette station est de 32,5 °C, atteinte le 28 juin 2019 ; la température minimale est de −13,5 °C, atteinte le 14 février 2009,,. 
Les paramètres climatiques de la commune ont été estimés pour le milieu du siècle (2041-2070) selon différents scénarios d'émission de gaz à effet de serre à partir des nouvelles projections climatiques de référence DRIAS-2020. Ils sont consultables sur un site dédié publié par Météo-France en novembre 2022.

### Voies de communications et transports

#### Voies routières
Village desservi par la départementale D2211 depuis Puget-Théniers.

#### Transports en commun
- Transport en Provence-Alpes-Côte d'Azur

Village desservi par le Réseau régional de transport et le réseau Lignes d'Azur.

### Intercommunalité
Commune membre de la Communauté d'agglomération du Pays de Grasse.

## Urbanisme

### Typologie
Au 1er janvier 2024, Saint-Auban est catégorisée commune rurale à habitat très dispersé, selon la nouvelle grille communale de densité à 7 niveaux définie par l'Insee en 2022.
Elle est située hors unité urbaine et hors attraction des villes,.

### Occupation des sols
L'occupation des sols de la commune, telle qu'elle ressort de la base de données européenne d’occupation biophysique des sols Corine Land Cover (CLC), est marquée par l'importance des forêts et milieux semi-naturels (87,1 % en 2018), en diminution par rapport à 1990 (89 %). La répartition détaillée en 2018 est la suivante : 
forêts (76,2 %), milieux à végétation arbustive et/ou herbacée (8,3 %), prairies (6,6 %), zones agricoles hétérogènes (6,3 %), espaces ouverts, sans ou avec peu de végétation (2,5 %).
L'évolution de l’occupation des sols de la commune et de ses infrastructures peut être observée sur les différentes représentations cartographiques du territoire : la carte de Cassini (XVIIIe siècle), la carte d'état-major (1820-1866) et les cartes ou photos aériennes de l'IGN pour la période actuelle (1950 à aujourd'hui).

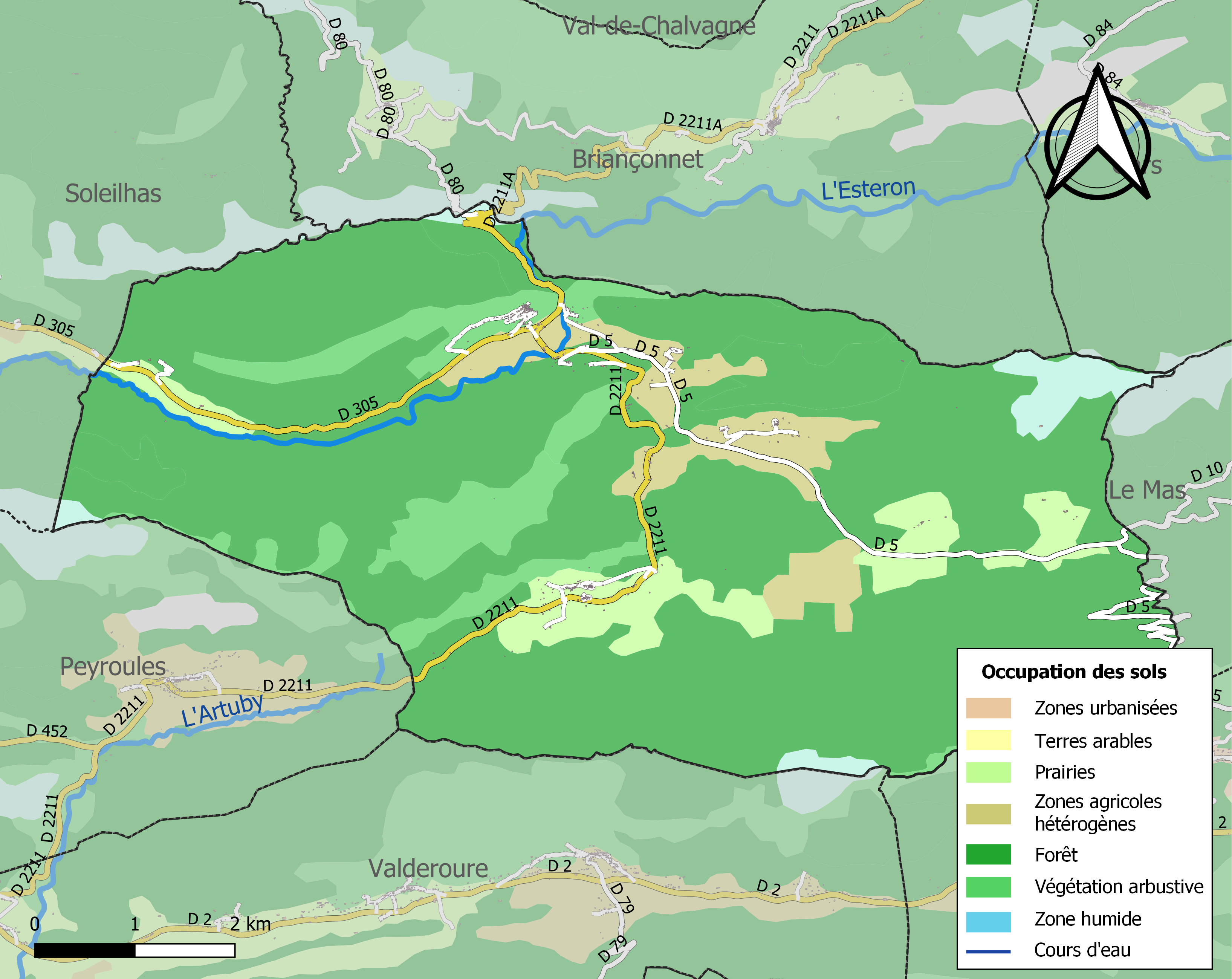
Carte de l'occupation des sols de la commune en 2018 (CLC).

## Histoire
Un peu à l'Ouest du village de Saint-Auban (Alpes-Maritimes), à la cote 1440 de l'État-major, se trouve une barre abrupte formant une gorge étroite et profonde, un thalweg de cassure creusé par l'Estéron, appelé aussi clue ou cluse sur l'extrémité Est de laquelle se trouve la relativement célèbre clue de Saint-Auban,, enceinte de pierres sèches ou Castelar,,, qui servira de base à son château féodal, aux ruines pittoresques.
Le village est cité en 1166 sous le nom de « Sancto Albano ». Le village était alors situé plus haut comme le montrent les restes de remparts.
Au XIIIe siècle, Saint-Auban est un chef-lieu de bailliage dont le suzerain est Raymond Béranger IV, Comte de Provence. En effet, en 1235 la vallée de Thorenc est conquise jusqu'à Saint-Auban par son officier Romée de Villeneuve, qui choisit Saint-Auban comme chef-lieu. Son rôle est de contrôler la frontière avec la principauté de Castellane et le commerce. Raymond Béranger IV se réserve la position stratégique de Gréolières-Haute.
À la mort de Raimond Bérenger en 1245, Romée de Villeneuve hérite par testament de la seigneurie de Vence, devient tuteur de la fille du Comte, Béatrice, comtesse de Provence et régent du Comté de Provence. En 1246, Romée de Villeneuve maria sa pupille à Charles d'Anjou, frère de Saint Louis, permettant ainsi la réunion de la Provence à la couronne de France.
En 1409, la seigneurie appartient aux Genovardis et passe aux Flotte d'Agoult en 1550, puis aux Villeneuve-Bargemon, en 1711.
Au XXe siècle, le village compte un téléski sur la montagne face au village au-dessus du lac ; en inactivité depuis 1990, les cinq pylônes sont démontés en juillet 2023.

## Politique et administration
| Période   | Période  | Identité     | Étiquette | Qualité  |
| --------- | -------- | ------------ | --------- | -------- |
| mars 2001 | En cours | Claude Ceppi | UMP-LR    | Retraité |

### Budget et fiscalité 2019
En 2019, le budget de la commune était constitué ainsi :
- total des produits de fonctionnement : 434 000 €, soit 1 887 € par habitant ;
- total des charges de fonctionnement : 545 000 €, soit 2 371 € par habitant ;
- total des ressources d'investissement : 292 000 €, soit 1 268 € par habitant ;
- total des emplois d'investissement : 272 000 €, soit 1 181 € par habitant ;
- endettement : 104 000 €, soit 453 € par habitant.

Avec les taux de fiscalité suivants :
- taxe d'habitation : 10,60 % ;
- taxe foncière sur les propriétés bâties : 9,49 % ;
- taxe foncière sur les propriétés non bâties : 26,53 % ;
- taxe additionnelle à la taxe foncière sur les propriétés non bâties : 0,00 % ;
- cotisation foncière des entreprises : 0,00 %.

Chiffres clés Revenus et pauvreté des ménages en 2017 : médiane en 2017 du revenu disponible, par unité de consommation : 17 450 €.

## Population et société

### Démographie

#### Évolution démographique
L'évolution du nombre d'habitants est connue à travers les recensements de la population effectués dans la commune depuis 1793. Pour les communes de moins de 10 000 habitants, une enquête de recensement portant sur toute la population est réalisée tous les cinq ans, les populations de référence des années intermédiaires étant quant à elles estimées par interpolation ou extrapolation. Pour la commune, le premier recensement exhaustif entrant dans le cadre du nouveau dispositif a été réalisé en 2008.

En 2022, la commune comptait 204 habitants, en évolution de −10,13 % par rapport à 2016 (Alpes-Maritimes : +2,85 %, France hors Mayotte : +2,11 %).
| 1793 | 1800 | 1806 | 1821 | 1831 | 1836 | 1841 | 1846 | 1851 |
| ---- | ---- | ---- | ---- | ---- | ---- | ---- | ---- | ---- |
| 607  | 624  | 622  | 585  | 641  | 660  | 687  | 647  | 636  |

| 1856 | 1861 | 1866 | 1872 | 1876 | 1881 | 1886 | 1891 | 1896 |
| ---- | ---- | ---- | ---- | ---- | ---- | ---- | ---- | ---- |
| 634  | 615  | 574  | 573  | 554  | 540  | 481  | 460  | 511  |

| 1901 | 1906 | 1911 | 1921 | 1926 | 1931 | 1936 | 1946 | 1954 |
| ---- | ---- | ---- | ---- | ---- | ---- | ---- | ---- | ---- |
| 424  | 383  | 332  | 287  | 273  | 274  | 253  | 207  | 202  |

| 1962 | 1968 | 1975 | 1982 | 1990 | 1999 | 2006 | 2008 | 2013 |
| ---- | ---- | ---- | ---- | ---- | ---- | ---- | ---- | ---- |
| 219  | 211  | 225  | 221  | 217  | 267  | 232  | 221  | 232  |

| 2018 | 2022 | - | - | - | - | - | - | - |
| ---- | ---- | - | - | - | - | - | - | - |
| 216  | 204  | - | - | - | - | - | - | - |

### Enseignement
Établissements d'enseignement :
- Écoles : maternelle et élémentaire ;
- collèges à Annot, Castellane, Puget-Théniers ;
- lycées à Grasse.

### Santé
Professionnels et établissements de santé :
- Médecins à Valderoure, Entrevaux,

### Cultes
- Culte catholique, Paroisse Sainte-Marie des Sources[35]Diocèse de Nice.

## Économie

### Entreprises et commerces

#### Agriculture
- Élevage[36], fromagerie des Défends.

#### Tourisme
- Gîtes ruraux[37].

#### Commerces
- Commerce de proximité[38].

## Culture locale et patrimoine

### Lieux et monuments
- Route des clues de Provence[39] : la clue de Saint-Auban, gorges de 1 000 mètres environ, taillée dans la montagne par l'Estéron.
Cette clue est remarquable par la verticalité de ses parois. L'Estéron a creusé des marmites dans son lit, avec des cascades. Dans une grotte découverte au cours des travaux pour aménager la route a été aménagé l'oratoire de Notre-Dame-de-Lourdes.
Dans la clue, à 80 mètres au-dessus de la rivière se trouve la grotte d'Oneille[40] qui a été murée et aménagée en fort vers le XVIe ou XVIIe siècle.
- Grotte-oratoire Notre-Dame-de-Lourdes dans les clues.
- Porte de Tra Castel[41].

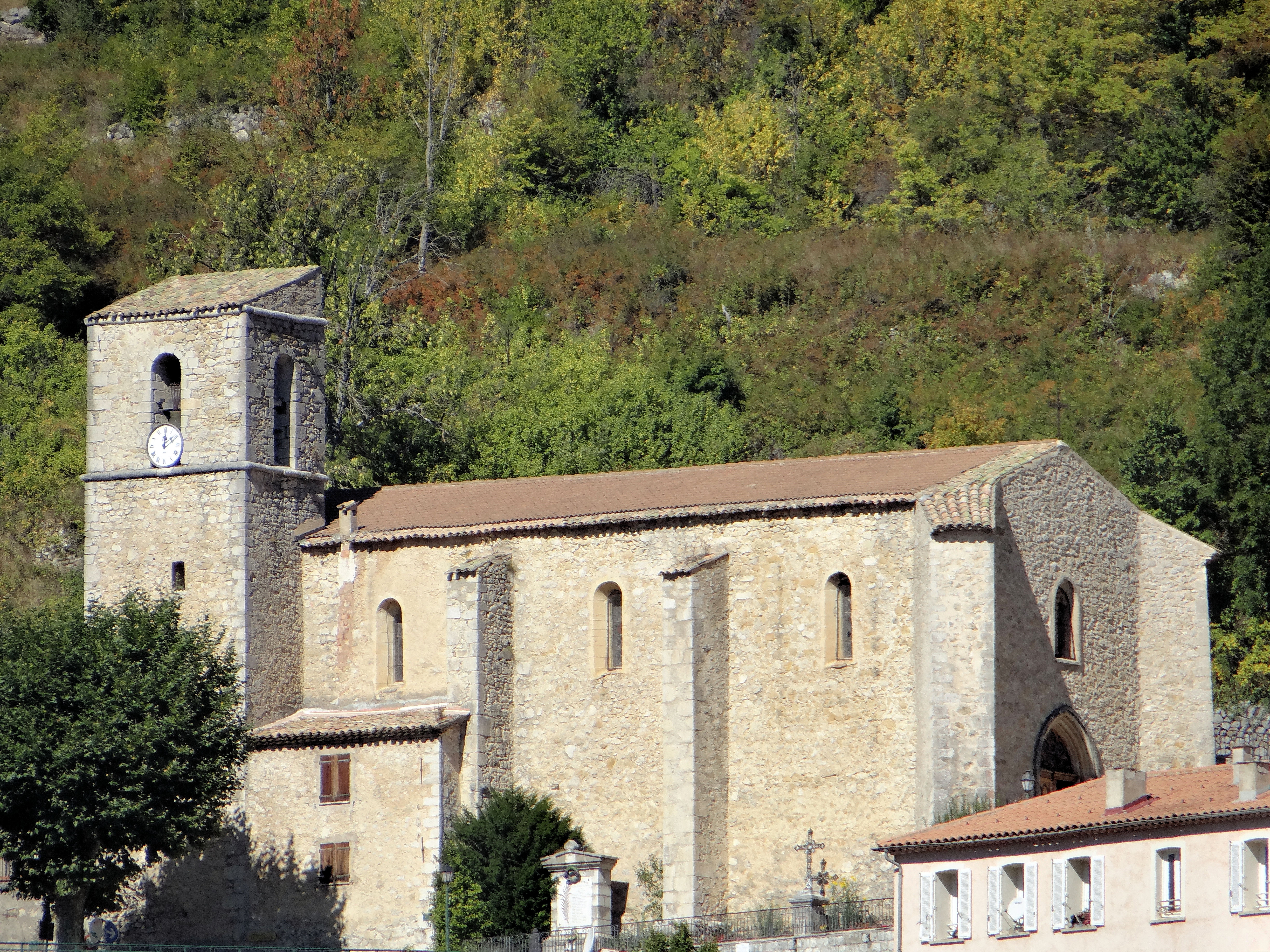
L'église paroissiale.
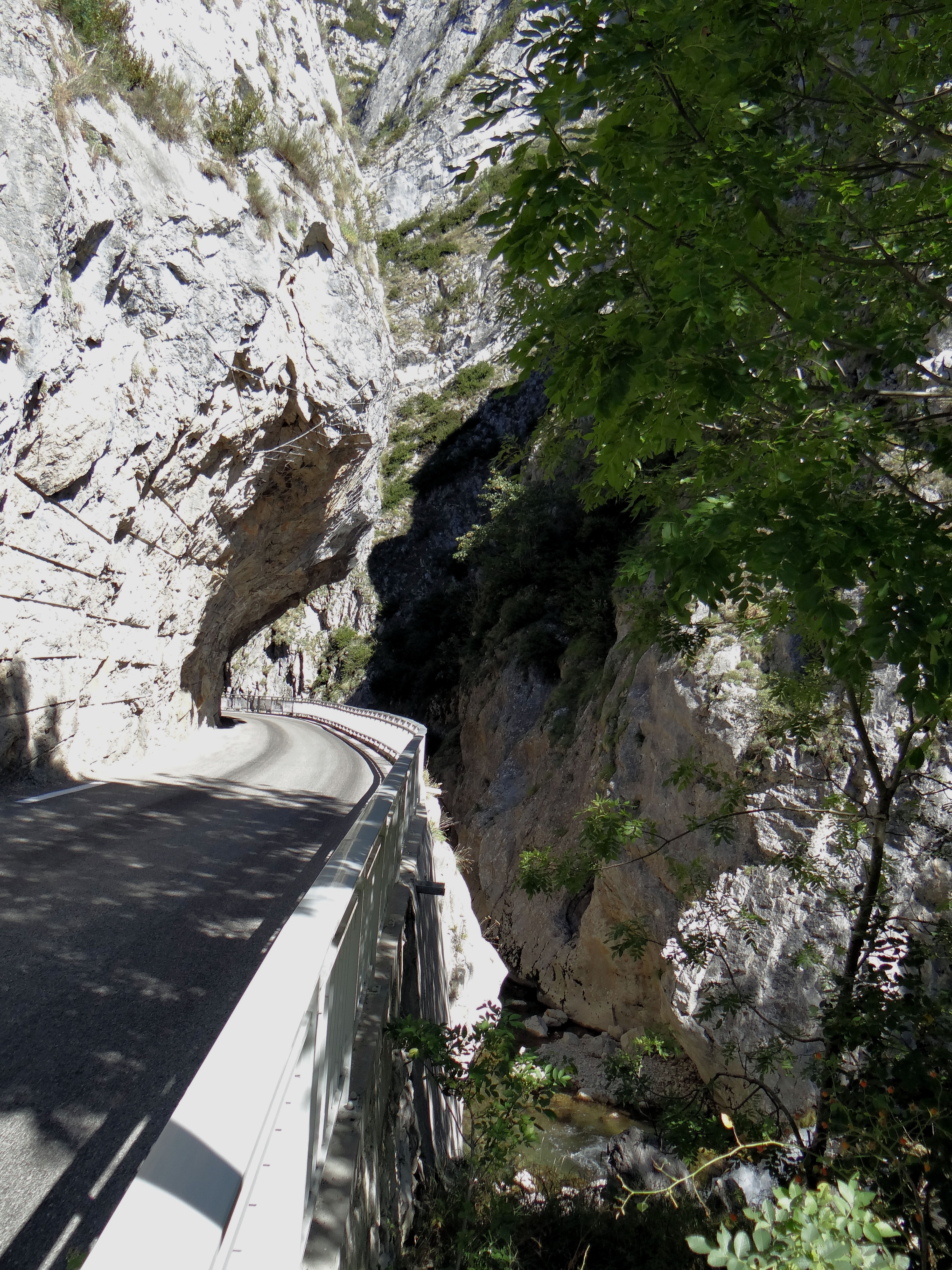
L'entrée de la clue, côté Saint-Auban.
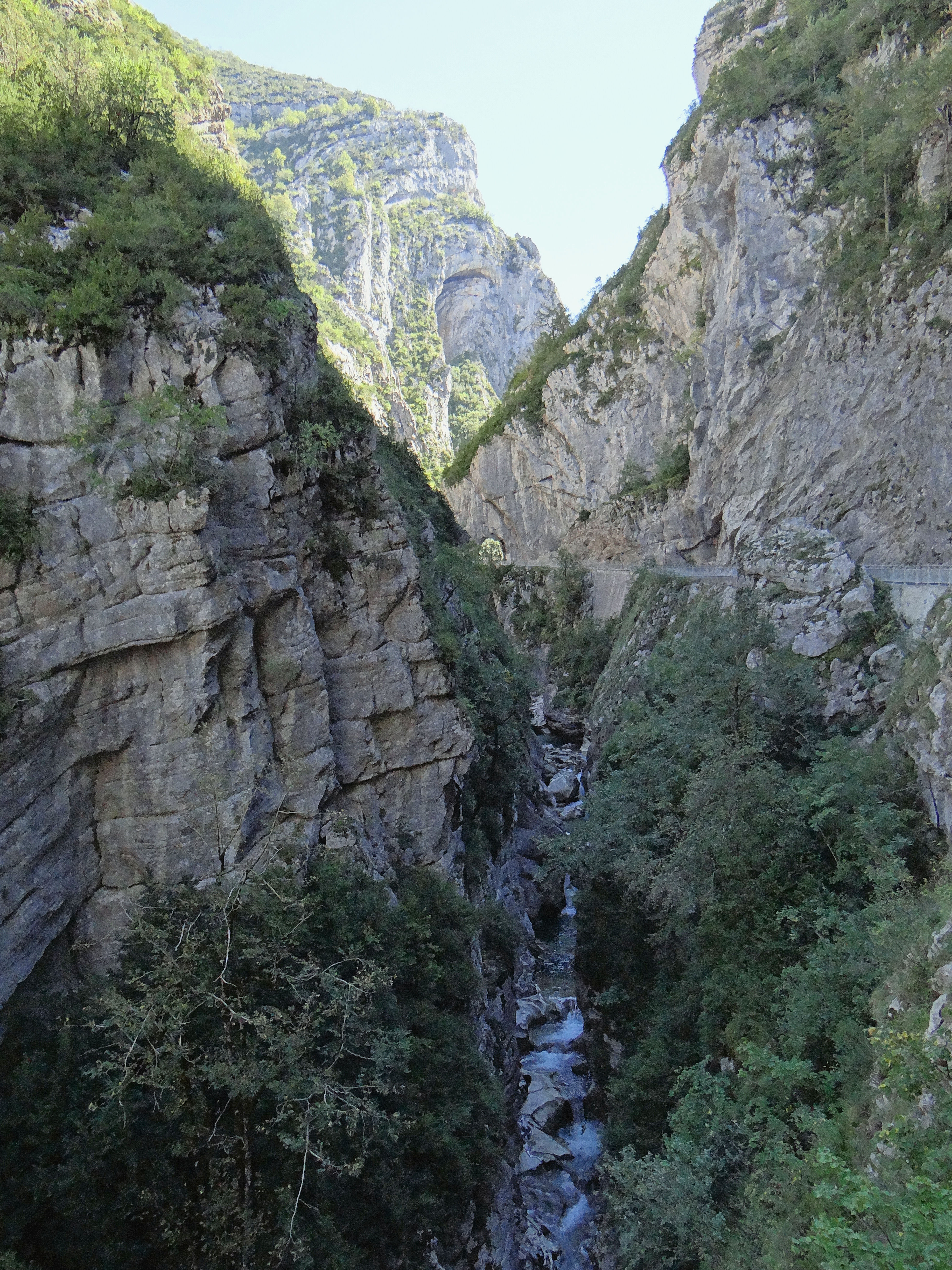
Marmites creusées par l'Estéron.
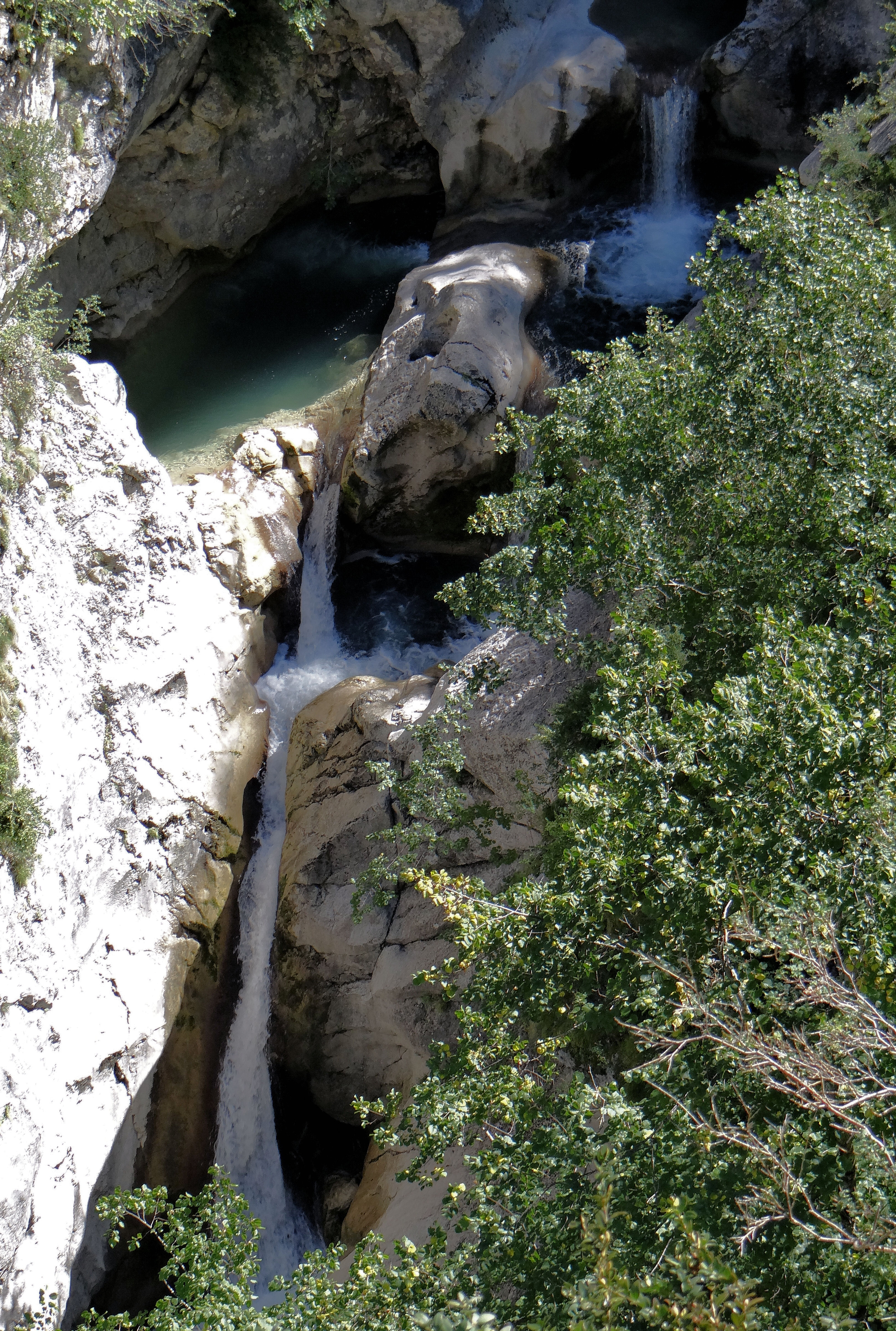
Cascades.
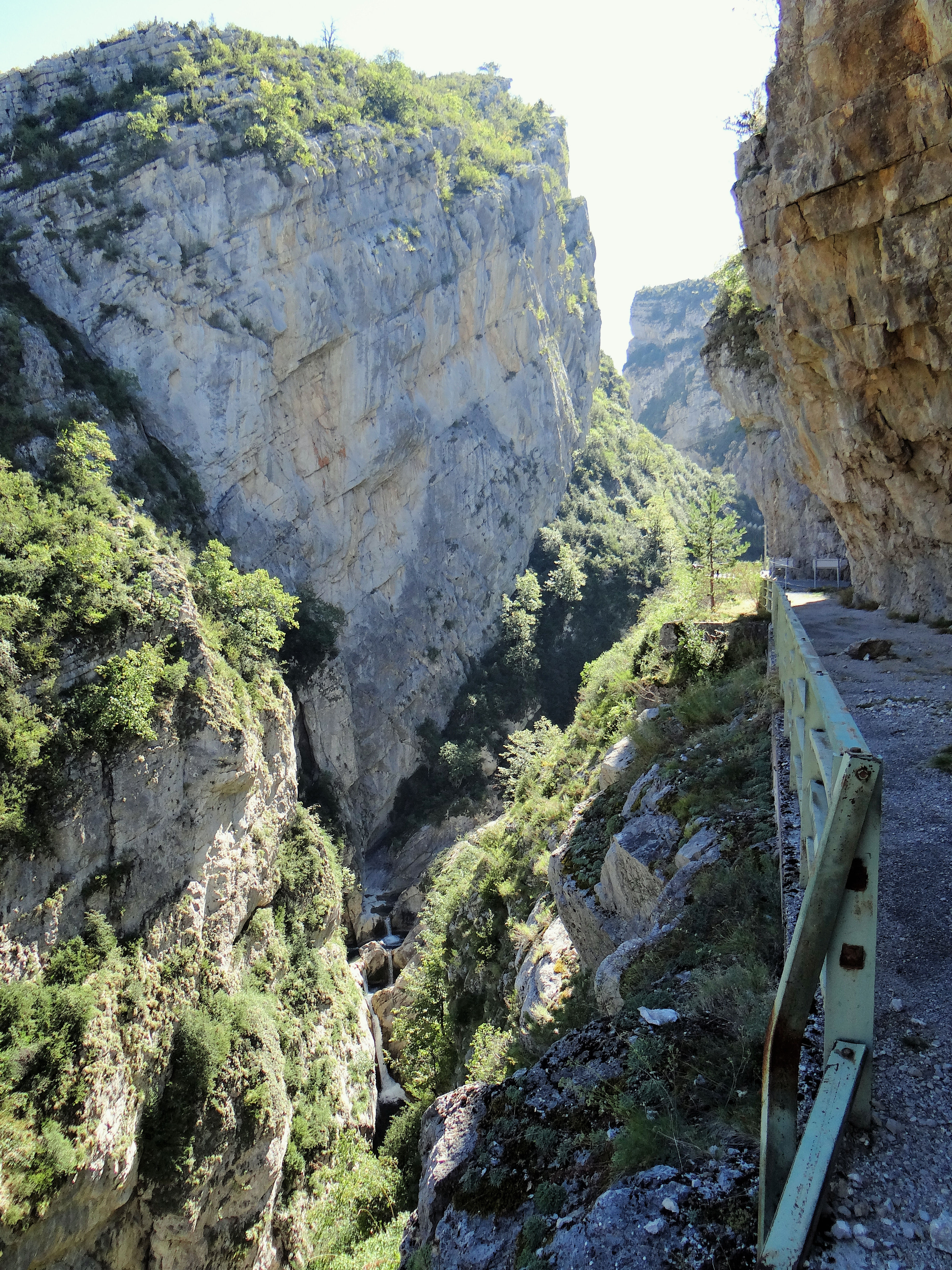
La clue.
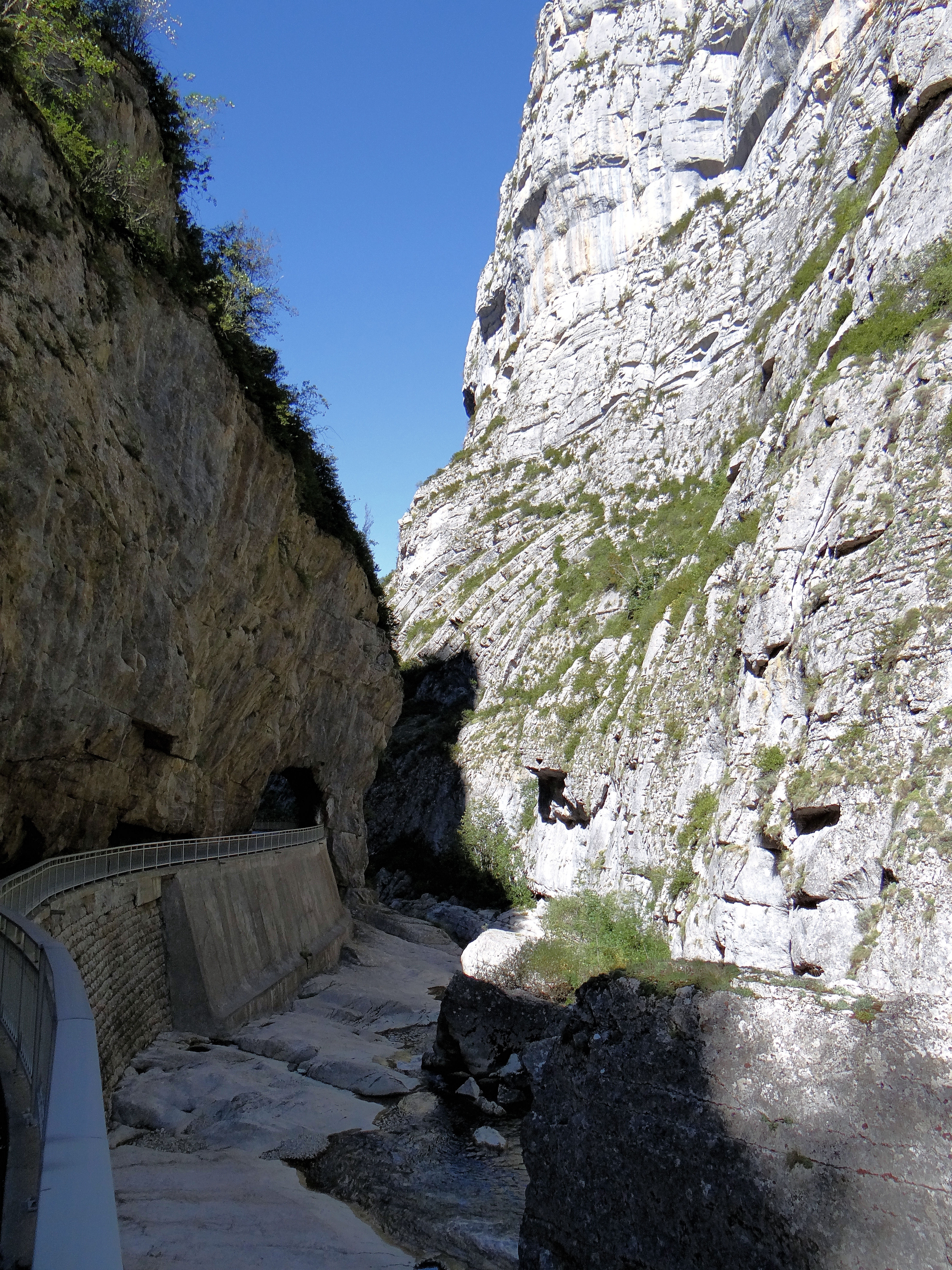
Parois verticales.

Patrimoine religieux :
- L'église Saint-Étienne.
- Église Saint-Alban de Saint-Auban[42].
- L'église Saint-Joseph[43], aux Lattes, restaurée au XVIe siècle[44].
- La chapelle rurale Saint-Étienne[45].
- La chapelle Notre-Dame de la Visitation des Pénitents Blancs[46], avec un clocher-mur.
- Oratoire Saint-Étienne.
- Le monument aux morts[47].

Autres patrimoines :
- Les ruines du donjon et de l'enceinte du château, déjà cité au XIIIe siècle.
- Porte Tracastel.
- Menhir isolé : pierre levée[48].
- Le château, ancienne gendarmerie, avec une façade classique.
- Fontaine-lavoir, et lavoir.
- Musée des traditions[49].

### Héraldique
| Blason de Saint-Auban | Blason  | De gueules à la palme d’or adextrée, en chef d’une étoile d’argent chaussée d’argent aux deux croisettes de gueules. |
| Blason de Saint-Auban | Détails | Le statut officiel du blason reste à déterminer.                                                                     |

## Personnalités liées à la commune
- Léon Chiris.
- François Hector d'Albert de Rions (1728-1802), contre-amiral, mort à Saint-Auban.
- Alban de Villeneuve-Bargemont qui a fait voter la loi réglementant le travail des enfants en 1841, est né à St Auban.